# Norbert Christian

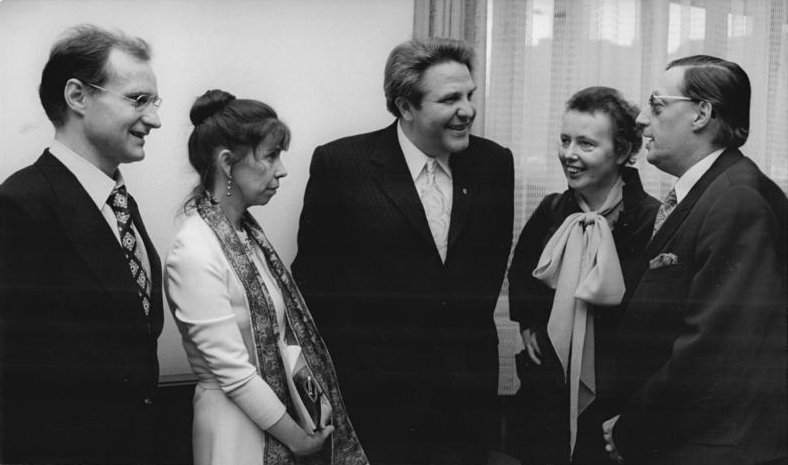
Ekkehard Schall, Barbara Brecht-Schall, Hans-Joachim Hoffmann, Ruth Berghaus und Norbert Christian bei einem Empfang während der „Brechtwoche der DDR 1973“

Norbert Christian (* 5. Dezember 1925 in Berlin; † 18. Dezember 1976 ebenda; gebürtig Christian Hengst) war ein deutscher Schauspieler.

## Leben und Werdegang

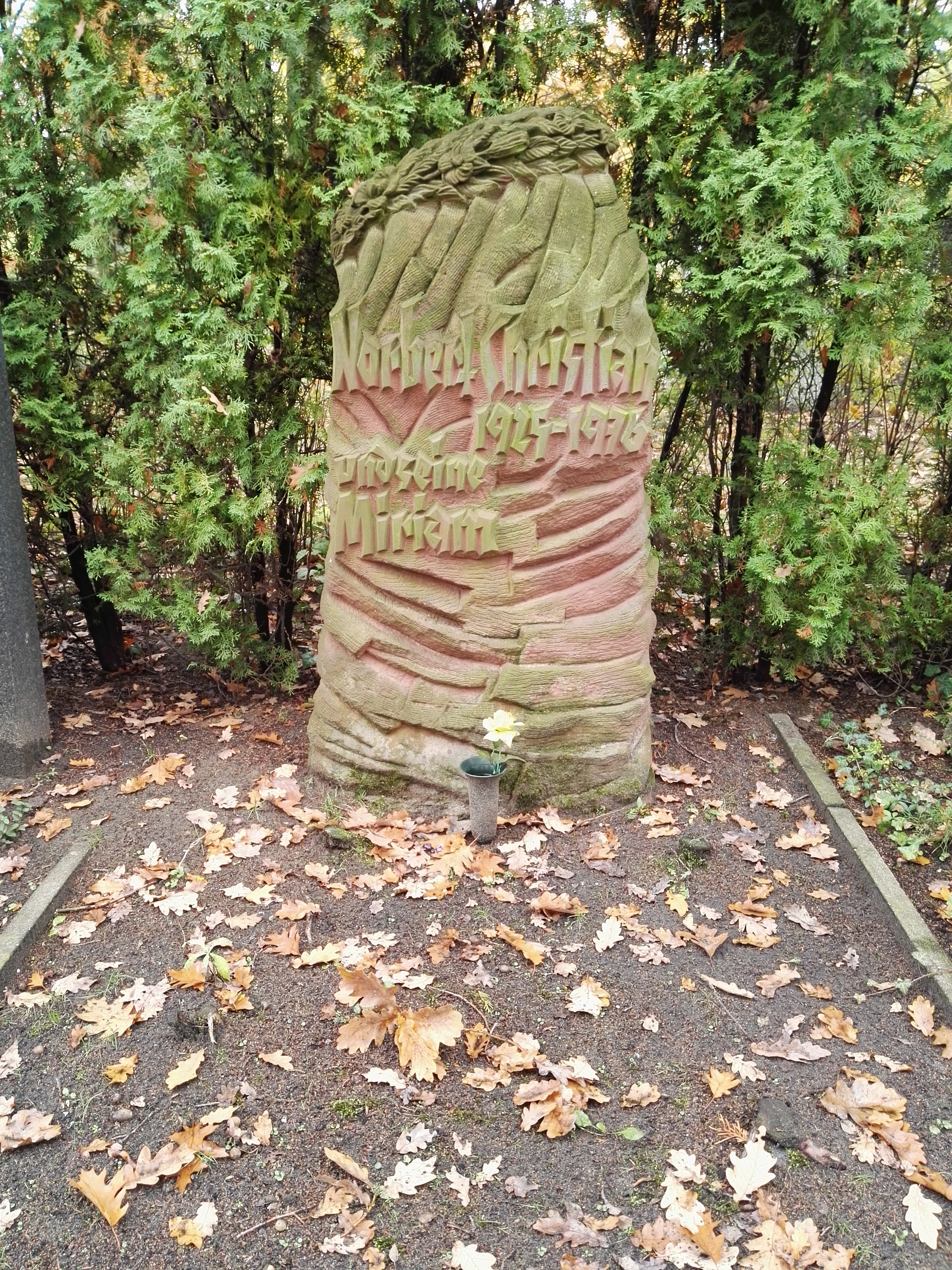
Grabstätte von Norbert Christian

Er besuchte nach seinem Abitur am humanistischen Gymnasium 1943 ein halbes Jahr die Schauspielschule von Helene Lackner und gab sein Debüt anschließend am Stadttheater Greifswald. 1949 bis 1952 spielte er am Volkstheater Rostock, wo er auch Regie führte. 1952 stieß er durch Bertolt Brecht zum Berliner Ensemble, dem er bis 1971 angehörte. Gastspiele führten ihn an die Volksbühne und an das Deutsche Theater.
Zu seinen Bühnenrollen gehörten Franz Moor in Die Räuber, der Wurm in Kabale und Liebe, Babberly in Charleys Tante, Zwirn in Lumpazivagabundus, Kardinalinquisitor in Leben des Galilei, Peachum in Die Dreigroschenoper, Alba in Egmont, Clark in Der aufhaltsame Aufstieg des Arturo Ui, Philipp in Don Carlos, Mephisto in Urfaust und die Titelfiguren des Hauptmann von Köpenick und Hamlet.
Daneben wirkte er in zahlreichen Film- und Fernsehproduktionen mit. Anders als auf der Bühne war er hier jedoch Nebendarsteller. Norbert Christian starb mit 51 Jahren während der Dreharbeiten zum Mehrteiler Abschied vom Frieden nach schwerer Krankheit. Nach seinem Tod übernahm Erwin Geschonneck die Rolle des Dr. Friedrich Rankl.
Christian war bis zu deren Tod mit der Schauspielerin und Autorin Myriam Sello-Christian, geb. Seligsohn (1917–1970) und zuletzt mit der Schauspielerin Erdmute Schmid-Christian verheiratet. Aus der ersten Ehe stammte der Schauspieler und Synchronsprecher Michael Christian (1947–2006). Christian wurde auf dem Zentralfriedhof Friedrichsfelde in Berlin-Lichtenberg bestattet.

## Auszeichnungen
- Kunstpreis der DDR (1961)
- Nationalpreis der DDR II. Klasse für Kunst und Literatur (1976)

## Filmografie
- 1953: Die Unbesiegbaren
- 1953: Die Gewehre der Frau Carrar
- 1954: Kein Hüsung
- 1955: Einmal ist keinmal
- 1956: Junges Gemüse
- 1956: Das Stacheltier: Ham wa nich!
- 1956: Das Stacheltier: Die Glocke von Coruptica
- 1956: Thomas Müntzer – Ein Film deutscher Geschichte
- 1957: Katzgraben (Theateraufzeichnung)
- 1957: Der Fackelträger
- 1958: Die Erschaffung der Welt (Stvorení sveta, Sprecher)
- 1958: Sonnensucher
- 1958: Unternehmen Teutonenschwert (Sprecher)
- 1958: Die Mutter (Theateraufzeichnung)
- 1958: Geschwader Fledermaus
- 1958: Der junge Engländer
- 1959: Ware für Katalonien
- 1960: Die heute über 40 sind
- 1960: Leute mit Flügeln
- 1960: Seilergasse 8
- 1960: Hochmut kommt vor dem Knall
- 1960: Einer von uns
- 1960: Notwendige Lehrjahre (Dokumentarfilm, Sprecher)
- 1960: Daß ein gutes Deutschland blühe (Dokumentarfilm, Sprecher)
- 1961: Das Stacheltier: Ein Pferd müßte man haben (Kurzfilm)
- 1961: Gewissen in Aufruhr (TV-Mehrteiler)
- 1961: Mutter Courage und ihre Kinder (Theateraufzeichnung)
- 1961: Italienisches Capriccio
- 1961: Der Ermordete greift ein (TV-Mehrteiler)
- 1962: Festung am Rhein (Pevnost na Rýne)
- 1962: Im Pergamon-Museum (Sprecher)
- 1963: Bonner Pitaval: Die Affäre Heyde-Sawade (Fernsehreihe)
- 1963: Arnold Zweig (Sprecher)
- 1964: Mir nach, Canaillen!
- 1964: Wolf unter Wölfen (Mehrteiler)
- 1965: Ohne Paß in fremden Betten
- 1965: Solange Leben in mir ist
- 1965: Entlassen auf Bewährung
- 1965: Chronik eines Mordes
- 1965: Die Abenteuer des Werner Holt
- 1966: Die Ermittlung (Theateraufzeichnung)
- 1967: Die gefrorenen Blitze
- 1967: Das Mädchen auf dem Brett
- 1968/87: Die Russen kommen
- 1968: Piloten im Pyjama (TV-Serie)
- 1968: Ich – Axel Cäsar Springer (TV-Mehrteiler)
- 1968: Zeit ist Glück
- 1968: Der Mord, der nie verjährt
- 1969: Minna von Barnhelm oder Das Soldatenglück
- 1969: Der Maler mit dem Stern
- 1969: Die Zeichen der Ersten
- 1969: Der Engel im Visier (TV)
- 1970: Fiete Stein
- 1970: Junge Frau von 1914 (Fernsehfilm)
- 1970: Meine Stunde Null
- 1970: Unterwegs zu Lenin
- 1970: Zwei Briefe an Pospischiel
- 1970: Denn ich sah eine neue Erde
- 1970: Unter den Linden – Geschichte und Geschichten (Fernsehfilm)
- 1971: Tod in der Kurve (TV)
- 1971: Die Verschworenen (Mehrteiler)
- 1971: Karriere
- 1971: Husaren in Berlin
- 1971: Optimistische Tragödie (TV)
- 1972: Januskopf
- 1972: Leichensache Zernik
- 1972: Trotz alledem!
- 1972: Polizeiruf 110 – Der Tote im Fließ (TV-Reihe)
- 1973: Das Licht der Schwarzen Kerze (Fernsehfilm)
- 1972: Sonnensucher
- 1973: Rotfuchs (Fernsehfilm)
- 1973: Unterm Birnbaum
- 1973: Die Elixiere des Teufels
- 1974: Polizeiruf 110 – Lohnraub (TV-Reihe)
- 1974: Für die Liebe noch zu mager?
- 1974: Unser blaues Dach
- 1975: Aus meiner Kindheit
- 1975: Kriminalfälle ohne Beispiel: Mord im Märkischen Viertel (Fernsehreihe)
- 1975: Lotte in Weimar
- 1975: Looping
- 1975: Eine Stunde Aufenthalt
- 1975: Abenteuer mit Blasius
- 1975: Dass ihnen der arme Mann Feind wird (Sprecher)
- 1976: Nelken in Aspik
- 1976: Heimkehr in ein fremdes Land (Mehrteiler)
- 1976: Der Mörder
- 1976: Daniel Druskat
- 1976: Jede Woche Hochzeitstag (Fernsehfilm)
- 1977: Zur See (Serie)
- 1977: Die Liebe und die Königin
- 1977: Mama, ich lebe
- 1979: Abschied vom Frieden (Mehrteiler)

## Synchronrollen (Auswahl)
- 1957: Peter van Eyck als Bimba in Lohn der Angst
- 1957: Memmo Carotenuto als Alfredo in Das fröhliche Hotel
- 1958: Memmo Carotenuto als Amerigo Santarelli in Väter und Söhne

## Theater
- 1953: Bertolt Brecht: Die Gewehre der Frau Carrar (Landgeistlicher) – Regie: Egon Monk (Berliner Ensemble im Deutschen Theater Berlin – Kammerspiele)
- 1955: Johannes R. Becher Winterschlacht (Deutscher Offizier) – Regie: Bertolt Brecht/Manfred Wekwerth (Berliner Ensemble)
- 1957: Bertolt Brecht: Leben des Galilei (Kardinal Inquisitor) – Regie: Erich Engel (Berliner Ensemble)
- 1957: Bertolt Brecht: Furcht und Elend des Dritten Reiches – Regie: Lothar Bellag/Käthe Rülicke/Konrad Swinarski/Carl M. Weber/Peter Palitzsch (Berliner Ensemble)
- 1958: Wsewolod Wischnewski: Optimistische Tragödie – Regie: Manfred Wekwerth/Peter Palitzsch (Berliner Ensemble)
- 1959: Johannes R. Becher: Winterschlacht – Regie: Lothar Bellag (Berliner Ensemble)
- 1960: Bertolt Brecht: Die Dreigroschenoper (Jonathan Peachum) – Regie: Erich Engel (Berliner Ensemble)
- 1962: Gerhart Hauptmann: Der Biberpelz (Wehrhahn) – Regie: Ernst Kahler (Deutsches Theater Berlin – Kammerspiele)
- 1962: Gerhart Hauptmann: Florian Geyer (Löffelholz) – Regie: Wolfgang Heinz (Volksbühne Berlin)
- 1963: Lope de Vega: Ritter vom Mirakel (Diener Tristan) – Regie: Fritz Bennewitz (Volksbühne Berlin)
- 1963: Carl Zuckmayer: Der Hauptmann von Köpenick (Wilhelm Voigt) – Regie: Hannes Fischer (Volksbühne Berlin)
- 1969: Bertolt Brecht: Das Manifest (Brechtabend Nr. 5) – Regie: Klaus Erforth/Alexander Stillmark (Berliner Ensemble)
- 1969: Helmut Baierl: Johanna von Döbeln (Werkleiter) – Regie: Manfred Wekwerth/Helmut Rabe (Berliner Ensemble)
- 1973: George Bernard Shaw: Frau Warrens Beruf (Sir Croft) – Wolfgang Pintzka (Berliner Ensemble)

## Hörspiele
- 1953: Bertolt Brecht Die Gewehre der Frau Carrar (Priester) – Regie: Egon Monk (Berliner Rundfunk)
- 1954: Friedrich Schiller: Die Räuber (Spiegelberg) – Regie: Martin Flörchinger (Rundfunk der DDR)
- 1955: Leonhard Frank: Die Ursache (Arthur Seiler) – Regie: Martin Flörchinger (Rundfunk der DDR)
- 1955: Günther Rücker (Nach: Lion Feuchtwanger): Witwe Capet (St. Just) – Regie: Günther Rücker (Hörspiel – Rundfunk der DDR)
- 1955: Lieselotte Gilles/Gerhard Düngel: Der Doktor der Armen (Dr. Heim) – Regie: Willi Porath (Hörspiel – Rundfunk der DDR)
- 1955: Henrik Ibsen: Nora oder Ein Puppenheim (Heirich Günther) – Regie: Horst Preusker (Hörspiel – Rundfunk der DDR)
- 1957: Wolfgang Schreyer: Das Attentat (Erzähler) – Regie: Lothar Dutombé (Dokumentarhörspiel – Rundfunk der DDR)
- 1957: A. G. Petermann: Die Hunde bellen nicht mehr (Dr. Rentzow) – Regie: Theodor Popp (Kriminalhörspiel – Rundfunk der DDR)
- 1958: Gerhard Rentzsch/Karl Wagert: Der Fall van der Lubbe (Sprecher) – Regie: Erich-Alexander Winds (Rundfunk der DDR)
- 1958: Pavel Kohout: So eine Liebe (Herr ohne Namen) – Regie: Erich-Alexander Winds (Hörspiel – Rundfunk der DDR)
- 1960: Helmut Sakowski: Verlorenes Land? (Landrat) – Regie: Werner Grunow (Hörspiel – Rundfunk der DDR)
- 1960: Rolf Schneider: Affären (Altmann) – Regie: Werner Stewe (Hörspiel – Rundfunk der DDR)
- 1961: Clifford Odets: Wo ist Lefty (Fayette) – Regie: Fritz-Ernst Fechner (Hörspiel – Rundfunk der DDR)
- 1961: Rolf Schneider: Prozeß Richard Waverly (Anderson) – Regie: Otto Dierichs (Hörspiel – Rundfunk der DDR)
- 1961: Klaus Glowalla: Mordprozeß Consolini – Regie: Fritz-Ernst Fechner (Hörspiel – Rundfunk der DDR)
- 1965: Peter Weiss: Die Ermittlung (Richter) – Regie: Wolfgang Schonendorf (Oratorium in 11 Gesängen – Rundfunk der DDR)
- 1966: Bertolt Brecht: Das Verhör des Lukullus (Totenrichter) – Regie: Kurt Veth (Rundfunk der DDR)
- 1966: Lothar Kleine: Gott auf Hiwa Oa (Christoff) – Regie: Wolfgang Brunecker (Biographie – Rundfunk der DDR)
- 1966: Brüder Grimm: Von einem, der auszog, das Fürchten zu lernen (Vater) – Regie: Werner Schurbaum (Kinderhörspiel – Litera)
- 1967: Maxim Gorki: Wassa Schelesnowa – Regie: Fritz-Ernst Fechner (Hörspiel – Rundfunk der DDR)
- 1967: Siegfried Pfaff: Regina B. – Ein Tag in ihrem Leben (Otto) – Regie: Fritz-Ernst Fechner (Hörspiel – Rundfunk der DDR)
- 1967: Gerhard Stübe: John Reed. Dramatische Chronik in drei Teilen (Lenin) – Regie: Fritz Göhler (Hörspiel – Rundfunk der DDR)
- 1968: Michail Schatrow: Bolschewiki – Regie: Wolf-Dieter Panse (Hörspiel – Rundfunk der DDR)
- 1968: Willi Bredel: Verwandte und Bekannte (8 Folgen) – Regie: Fritz-Ernst Fechner (Rundfunk der DDR)
- 1969: Kikuta Kazuo: Die Taube Dankuro (Yoshino) – Regie: Horst Liepach (Hörspiel – Rundfunk der DDR)
- 1969: Emil Koraloff: Perunika – Regie: Helmut Molegg (Hörspiel – Rundfunk der DDR)
- 1970: Hans Pfeiffer: Identifizierung eines unbekannten Toten (Lessing) – Regie: Horst Liepach (Hörspiel – Rundfunk der DDR)
- 1971: Günter Kunert: Mit der Zeit ein Feuer (Erzähler) – Regie: Wolfgang Schonendorf (Hörspiel – Rundfunk der DDR)
- 1971: Bruno Gluchowski: Stahl von der Ruhr (Borjanski) – Regie: Helmut Hellstorff (Hörspiel nach „Blutiger Stahl“ (3 Teile) – Rundfunk der DDR)
- 1973: Honoré de Balzac: Der Ehevertrag – Regie: Horst Liepach (Hörspiel (3 Teile) – Rundfunk der DDR)
- 1973: Nikolai Ostrowski: Pawels Lehrjahre (Erzähler) – Regie: Andreas Scheinert (Hörspiel – Litera)
- 1974: Ernst Röhl: Minna Plückhahn will es wissen (Rabitzke) – Regie: Fritz-Ernst Fechner (Hörspiel – Rundfunk der DDR)
- 1974: Joachim Walther: Randbewohner – Regie: Werner Grunow (Hörspiel – Rundfunk der DDR)
- 1974: Volksbuch: Die Schildbürger (Großer Imam, Gast in Schilda) – Regie: Andreas Scheinert (Kinderhörspiel – Litera)
- 1976: Alexei Tolstoi: Burattino (Papa Carlo) – Regie: Dieter Scharfenberg (Kinderhörspiel – Litera)
- 2002: Marianne Weil/Stefan Dutt: Legionäre, Guerilleros, Saboteure – Regie: Marianne Weil/Stefan Dutt (Ein sozialistisches Gesamthörspiel – DLR)